# Linda Gail Lewis
Linda Gail Lewis (Ferriday, 18 luglio 1947) è una cantautrice e pianista statunitense, sorella del pianista Jerry Lee Lewis.

## Discografia

### Album in studio
- 1969 – The Two Sides of Linda Gail Lewis
- 1969 – Together (con Jerry Lee Lewis)
- 1990 – International Affair
- 1991 – Do You Know
- 1992 – I'll Take Memphis
- 1995 – Loves Makes the Difference
- 1999 – Linda Gail Lewis
- 2000 – You Win Again (con Van Morrison)
- 2001 – Rock 'n' Roll Special (con The Firebirds)
- 2002 – Out of the Shadows
- 2002 – Rock 'n' Roll
- 2004 – Boogie Woogie Country Gal
- 2004 – Lie and Deny
- 2005 – Me and the Boys in the Band
- 2006 – Rock, Roll & Remember
- 2006 – Hungry Hill
- 2007 – Dazed and Confused
- 2007 – Jabalaya
- 2007 – You Were There
- 2015 – Heartbreak Highway
- 2015 – Gas Station Flowers
- 2015 – Hard Rockin' Woman
- 2018 – Wild! Wild! Wild! (con Robbie Fulks)

### Album dal vivo
- 1991 – Rockin' With Linda – Recorded Live in London
- 2007 – The Queen of Rock 'n' Roll Live in France
- 2010 – You & Me & Sweet Rock 'n' Roll – Best from Sweden

### Singoli
- 1963 – Teenage Letter
- 1963 – Nothin' Shakin' (But the Leaves on the Tree)
- 1965 – Break Up the Party
- 1965 – Green Green Grass of Home
- 1967 – Jim Dandy
- 1968 – Good
- 1969 – T-H-E E-N-D
- 1969 – Don't Let Me Cross Over
- 1969 – He's Loved Me Much Too Much
- 1969 – Roll Over Beethoven
- 1970 – My Heart Was the Last One to Know
- 1970 – Before the Snow Flies
- 1971 – Working Girl
- 1972 – Handwriting on the Wall
- 1972 – Smile Somebody Loves You
- 1972 – He's Loved Me Much Too Much
- 1974 – I Wanna Be a Sensuous Woman
- 1974 – The Joy and Love You Bring
- 1995 – Love Makes the Difference
- 2000 – Let's Talk About Us
- 2000 – Real Gone Lover
- 2000 – No Way Pedro
- 2000 – A Shot of Rhythm & Blues
- 2002 – Baby, I'm in Love
- 2004 – Lie and Deny
- 2005 – Me and the Boys in the Band